# Arcadio Venturi
Arcado Venturi (ur. 18 maja 1929 w Vignoli) – włoski piłkarz grający na pozycji defensywnego pomocnika.

## Kariera klubowa
Venturi pochodzi z przedmieść Modeny. Wychował się w tamtejszej dzielnicy Vignola i tam też rozpoczął piłkarską karierę w klubie US Vignola. Po grze na niższym szczeblu w 1948 roku przeszedł do pierwszoligowej Romy, w barwach której zadebiutował 19 września w wygranym 2:1 wyjazdowym meczu z Bolonią. Od transferu zaczął występować w pierwszym składzie drużyny, jednak w latach 1948-1951 Roma przeżywała kryzys i w sezonie 1950/1951 spadła do Serie B. Przez rok Arcadio występował na drugim szczeblu, ale już w sezonie 1952/1953 znów grał w Serie A. W 1955 roku zajął 3. miejsce w lidze, co było największym sukcesem zawodnika za czasów gry w zespole „żółto-czerwonych”. Po 9 latach przeniósł się do Interu Mediolan. W zespole prowadzonym przez Jessego Carvera, a następnie Giuseppego Bigogna i Alda Campatellego był tylko rezerwowym. Karierę zakończył w 1961 roku w barwach Brescii Calcio, w której w sezonie 1960/1961 występował w drugiej lidze.
| Sezon   | Klub           | Kraj   | Rozgrywki         | Mecze | Bramki |
| ------- | -------------- | ------ | ----------------- | ----- | ------ |
| 1948/49 | AS Roma        | Włochy | Serie A           | 34    | 5      |
| 1949/50 | AS Roma        | Włochy | Serie A           | 35    | 1      |
| 1950/51 | AS Roma        | Włochy | Serie A           | 36    | 1      |
| 1951/52 | AS Roma        | Włochy | Serie B           | 37    | 6      |
| 1952/53 | AS Roma        | Włochy | Serie A           | 34    | 1      |
| 1953/54 | AS Roma        | Włochy | Serie A           | 30    | 0      |
| 1954/55 | AS Roma        | Włochy | Serie A           | 31    | 2      |
| 1955/56 | AS Roma        | Włochy | Serie A           | 24    | 0      |
| 1956/57 | AS Roma        | Włochy | Serie A           | 27    | 2      |
| 1957/58 | Inter Mediolan | Włochy | Serie A           | 20    | 0      |
| 1958/59 | Inter Mediolan | Włochy | Serie A           | 14    | 0      |
| 1959/60 | Inter Mediolan | Włochy | Serie A           | 23    | 0      |
| 1960/61 | Brescia Calcio | Włochy | Serie A           | 26    | 2      |
|         |                |        | Łącznie w Serie A | 308   | 12     |

## Kariera reprezentacyjna
W reprezentacji Włoch Venturi zadebiutował 3 czerwca 1951 roku w wygranym 4:1 towarzyskim meczu z Francją. W „Squadra Azzurra” wystąpił w 6 meczach i zdobył 1 gola (w wygranym 8:0 meczu z USA, rozegranym w ramach Igrzysk Olimpijskich w Helsinkach).